# NGC 5237
NGC 5237 ist eine verschmelzende, irreguläre Zwerggalaxie vom Hubble-Typ Im im Sternbild Zentaur am Südsternhimmel. Sie ist schätzungsweise 9 Millionen Lichtjahre von der Milchstraße entfernt und gilt als Mitglied der NGC 5128-Gruppe (LGG 344).
Das Objekt wurde am 3. Juni 1834 von John Herschel mit einem 18-Zoll-Spiegelteleskop entdeckt, der bei insgesamt vier Beobachtungen „vF, pL, lE, glvM, 90 arcseconds long“, „F, pL, R, glbM, 40 arcseconds“, „F, pL, oval; vgbM, 1′ long, 50 arcseconds broad“ und „F, pL, R, vglbM, 40 arcseconds“ notierte.